# Monica Mattos
Mônica Mattos, all'anagrafe Monica Monteiro da Silva (San Paolo, 6 novembre 1983), è un'ex attrice pornografica brasiliana.

## Biografia
È entrata nel settore nel 2003 in Brasile, e nel 2005 negli Stati Uniti. Nel 2006 è stata al centro di una grande polemica per essere apparsa in un video in cui praticava sesso orale con un cavallo.
Nel 2008 è diventata la prima attrice latinoamericana a vincere l'AVN Awards come miglior performer straniera dell'anno.

## Riconoscimenti
AVN Awards
- 2008 - Female Foreign Performer of the Year[5]

Altri riconoscimenti
- 2006 Adam Film World Award winner – Best Latin Starlet
- 2007 AVN Award nominee – Female Foreign Performer of the Year

## Filmografia

### Attrice
- Outra 3 (2003)
- 3 Black Dicks and A Spanish Chick 5 (2004)
- Brazilian Baby Face 4 (2004)
- D.P. Mamacitas 1 (2004)
- Three Legged Bitches 2 (2004)
- 2 Whores are Better than 1 (2005)
- Anal Total 12 (2005)
- Aposta Radical (2005)
- Aquiles Sex Machine (2005)
- Babando Pra Voce 3 (2005)
- Bang My Culo 1 (2005)
- Bang My Culo 3 (2005)
- Bi World Barebacking 3 (2005)
- Big Black Poles in Little White Holes 11 (2005)
- Black Dicks Latin Chicks 9 (2005)
- Blistering Blowjobs 7 (2005)
- Brazilian Island 1 (2005)
- Brazilian Island 2 (2005)
- Carnaval 2005 (2005)
- Gang Me Bang Me 6 (2005)
- Kid Bengala 3 (2005)
- Latina Fever 11 (2005)
- Lesbian Assholes 2 (2005)
- Massagistas (2005)
- Misterios no Romanza (2005)
- Nova Mulher (2005)
- Rim of the World 3 (2005)
- Sexo no Salao 2005 (2005)
- Teen Transsexuals 1 (2005)
- Third Sex Encounters 3: Cocky Bitches (2005)
- Third Sex Encounters 4 (2005)
- Violacao Anal 1 (2005)
- 2 Girls for Every Boy (2006)
- 4 Bi 4 (2006)
- A Phone Call Away (2006)
- About Face 4 (2006)
- Analicious Adventures 2 (2006)
- Ass Jazz 5 (2006)
- Aula del Descontrol (2006)
- Bi-Bi Brazil 1 (2006)
- Big Black POV 2 (2006)
- Big Booty She Males 1 (2006)
- Bi-Sex Swingers 1 (2006)
- Bi-Sex Swingers 4 (2006)
- Black Dicks Latin Chicks 12 (2006)
- Brazilian Ass Feast (2006)
- Brazilian Ass Whores DP Style (2006)
- Brazilian Girlfriends (2006)
- Brazilian Island 3 (2006)
- Campea do Anal (2006)
- Carnaval Transex 2006 (2006)
- Clube Prive (2006)
- Com o Cu na Mao (2006)
- Cream Filling 4 (2006)
- D.P. Mamacitas 3 (2006)
- Dando Gostoso na Praia (2006)
- Dude with Tits Screw My Chick (2006)
- Exxxtasy Island 4 (2006)
- Fine Ass Bitches 5 (2006)
- Forbidden Fruit 4: Hot in the Kitchen (2006)
- Gang Me Bang Me 10 (2006)
- Girls With Toys Butt Fucking Boys (2006)
- Gonzo 4 (2006)
- Goo 4 Two 4 (2006)
- Historias de uma Gueixa 1 (2006)
- Hot Girls Team - Worldcup 2006 (2006)
- Hung Like A Whore 5 (2006)
- Kid Bengala 1 (2006)
- Latin Extreme 1 (2006)
- Lesbian Assholes 1 (2006)
- Lost on Paradise Island (2006)
- Mulheres que Traem 6 (2006)
- Planet Giselle 5 (2006)
- Ready Wet Go 3 (2006)
- Screamin For Semen 2 (2006)
- Sexo no Salao 2006 (2006)
- She Male Screw My Wife (2006)
- Shemale Samba Mania 28 (2006)
- She's My Boyfriend (2006)
- Swallow The Leader 4 (2006)
- Tesao Fatal 1 (2006)
- Too Much is Never Enough 1 (2006)
- Two Cocks In The Booty 1 (2006)
- Violadas 11 (2006)
- Whores With Dildos 2 (2006)
- You'd Never Know... 1 (2006)
- You'd Never Know... 2 (2006)
- Young Brazilian Cuties 1 (2006)
- All In (2007)
- Anus Arrombadus 1 (2007)
- Ass Jazz 6 (2007)
- Believe Me I Wanna DP (2007)
- Bi Delicious (2007)
- Bi Space (2007)
- Big Wet Brazilian Asses 2 (2007)
- Brazilian Heat (2007)
- Butt Blasted Brazilian Babes 1 (2007)
- Butt Blasted Brazilian Babes 2 (2007)
- Creamery (2007)
- D.P. Mamacitas 15 (2007)
- D.P. Mamacitas 16 (2007)
- Exit Ass Enter Mouth (2007)
- Fogosas e Furiosas (2007)
- Frota Monica e Cia. (2007)
- Garoto Berinjela (2007)
- Girls Banging Girls 2 (2007)
- Girly Men (2007)
- Human Toilet Bowls (2007)
- I Strap On My Man 1 (2007)
- Island Eruptions (2007)
- Lacraia Perigueti (2007)
- Locked and Loaded Latinas (2007)
- Raunchy Rio (2007)
- Rio's Anal Revenge 2 (2007)
- Senoritas in tha Hood 1 (2007)
- Senoritas in tha Hood 4 (2007)
- Transsexual Beauty Queens 31 (2007)
- Up'r Class 5 (2007)
- Vida Loka 4 (2007)
- Viva Latina 1 (2007)
- Alexandre Frota sem Limites (2008)
- Anal Surreal (2008)
- Anal Violation 4 (2008)
- Ass Jazz 8 (2008)
- Backdoor to Brazil (2008)
- Barely Legal Oral Education 2 (2008)
- Bisexual Barebacking 7 (2008)
- Bisexual Encounters 3 (2008)
- Black Male Pale Tail 1 (2008)
- Blow Job Perversion (2008)
- Brazilian Butt Slam (2008)
- Celebrity Carnival (2008)
- Cum Swapping Tranny (2008)
- Invasion of the Tranny Strappers 2 (2008)
- Latina Assploitation (2008)
- Let Me Taste That Cum 1 (2008)
- Made in Brazil 1 (2008)
- Monica Mattos AKA Filthy Whore (2008)
- Monica Mattos: Uma Pantera Internacional (2008)
- Oiled Up Brazilian Butts 2 (2008)
- Oral Cabin 14 (2008)
- Pink Tamales 1 (2008)
- Ride My Backside 2 (2008)
- Rio's Anal Revenge 3 (2008)
- Smokin' Hot Latinas 2 (2008)
- Spunk'd 8 (2008)
- Swap Meat (2008)
- Taras e Fantasias (2008)
- Total Babe Control Monica Mattos (2008)
- Tranny Shop 10 (2008)
- Transsexual Beauty Queens 37 (2008)
- When Trannys Attack: Orgy Extravaganza 1 (2008)
- When Trannys Attack: Orgy Extravaganza 2 (2008)
- Barely Legal Brazil (2009)
- Black Male Pale Tail 7 (2009)
- Bubble Butt Latinas (2009)
- Carnaval Das Celebridades (2009)
- Deep in the Bush (2009)
- Gonzo 2 (2009)
- Latin Ho Down 2 (2009)
- Monica Mattos: A Rainha Do Porno E Sua Gang (2009)
- My Shemale Girlfriend (2009)
- Paloma the Transsexual Midget (2009)
- Rio's Anal Revenge 5 (2009)
- Show Girls (2009)
- Sloppy Shemales (2009)
- South American Bi 1 (2009)
- Suzana e Amigas (2009)
- Team Bisexual 3 (2009)
- Three Legged Bitches 5 (2009)
- Tight Wet Asses (2009)
- Trisexual Asylum 2 (2009)
- Volupia (2009)
- Brazilian Beauties (2010)
- Diggin' Double Anal (2010)
- Naughty And Anal Sex Crazed Coeds (2010)
- Please Be Gentle (2010)
- South American Bi 4 (2010)
- Team Bisexual 8 (2010)
- Totally Bisexual 2 (2010)
- Try Before You Bi (2010)
- 4 Bi 4 2 (2011)
- A Straight Guy's Bi Experience 3 (2011)
- Females On Shemales 16 (2011)
- I Can't Believe It's Not Female 3 (2011)
- Lesbo Passion (2011)
- Raunchy (2011)
- Sasha Grey and Friends 1 (2011)
- Sleeping With A Shemale 2 (2011)
- Transsexual Superstar: Nicole Montero (2011)
- 4-Way Tranny Orgy (2013)
- Anal Street Hookers (2013)
- Black and Tan (2013)
- Um Travesti Em Minha Vida

### Regista
- Locked and Loaded Latinas (2007)